# Liễu Nam
Liễu Nam (chữ Hán giản thể: 柳南区, bính âm: Liǔnán Qū, âm Hán Việt: Liễu Nam khu) là một quận thuộc địa cấp thị Liễu Châu, khu tự trị dân tộc Choang Quảng Tây, Cộng hòa Nhân dân Trung Hoa. Quận Liễu Nam có diện tích 162 km², dân số 300.000 người (2002). Về mặt hành chính, quận Liễu Nam được chia thành 8 nhai đạo: Đàm Tây, Hà Tây, Nam Trạm, Nga Sơn, Liễu Nam, Liễu Thạch, Nam Hoàn, Ngân Sơn và 1 trấn: Thái Dương Thôn.